# BTS
BTS (кор. 방탄소년단, Пантхан сонёндан; кит. 防彈少年團 Фандань шаоняньтуань; яп. 防弾少年団; Бо̄дан сё̄нэндан, также известные как Bangtan Boys или Beyond The Scene) — южнокорейский бой-бэнд, сформированный в 2013 году компанией Big Hit Entertainment. Коллектив состоит из семи участников: RM (лидер группы), Чина, Сюги, Джей-Хоупа, Чимина, Ви и Джонгука. В июле 2017 года группа сменила официальный логотип и расшифровку их названия на английском языке, в результате чего они стали Beyond The Scene.
BTS получили мировое признание после выпуска второго студийного альбома Wings, который считался самым успешным в их карьере до января 2018 года (рекорд по продажам был побит мини-альбомом Love Yourself: Her, выпущенным в сентябре 2017 года). Он позволил группе выиграть номинацию «Артист Года» на престижной музыкальной премии Mnet Asian Music Awards. В 2017 году BTS стали одной из ведущих корейских групп на мировой музыкальной арене: они одержали победу в номинации «Лучший артист социальных сетей» на Billboard Music Awards, их мини-альбом Love Yourself: Her достиг 7-го места в американском альбомном чарте Billboard 200, что стало наивысшим результатом среди всех корейских артистов, когда-либо попадавших в этот чарт. Синглы «DNA» и «MIC Drop» удостоились золотых сертификаций от RIAA, что также сделало BTS первым корейским артистом в истории, имеющим подобную сертификацию. Многочисленные рекорды позволили группе второй год подряд одерживать победу в номинации «Артист Года» на Mnet Asian Music Awards. С момента дебюта BTS продали более 5 миллионов своих записей по всему миру. В апреле 2020 года BTS стали самыми продаваемыми артистами в истории Южной Кореи.
В 2022 году группа BTS объявила о перерыве в карьере, для военной службы. По заявлениям музыкального лейбла Big Hit Music группа возобновит свою деятельность примерно в 2025 году.

## Карьера

### 2010—2014: Формирование, дебют с2 Cool 4 SkoolиO!RUL8,2?
Первые участники группы были набраны путём прослушиваний Big Hit в 2010 и 2011 годах. Изначальный состав прошёл через ряд изменений, прежде чем окончательно установиться в 2012 году. За полгода до дебюта участники начали создавать связь с фанатами и укреплять своё имя в Твиттере, а также выкладывать каверы на YouTube и SoundCloud.
До дебюта в 2013 году RM уже выступал в качестве андерграундного рэпера и неофициально выпустил несколько треков, включая коллаборацию с Zico. Джин был студентом Konkuk University по актёрскому мастерству перед тем, как пройти прослушивание, а Сюга также был андерграундным рэпером в Тэгу. Джей-Хоуп, который был участником уличной танцевальной команды NEURON был активен на андерграундной танцевальной сцене, участвовал в различных битвах и соревнованиях. Чимин был главным студентом Busan High School of Arts в современных танцах, но позже был переведён в Korea Arts High School вместе с Ви, который прослушивался в Тэгу. Джонгук прослушивался во многих агентствах после ухода из шоу Superstar K, и в конце концов выбрал Big Hit.

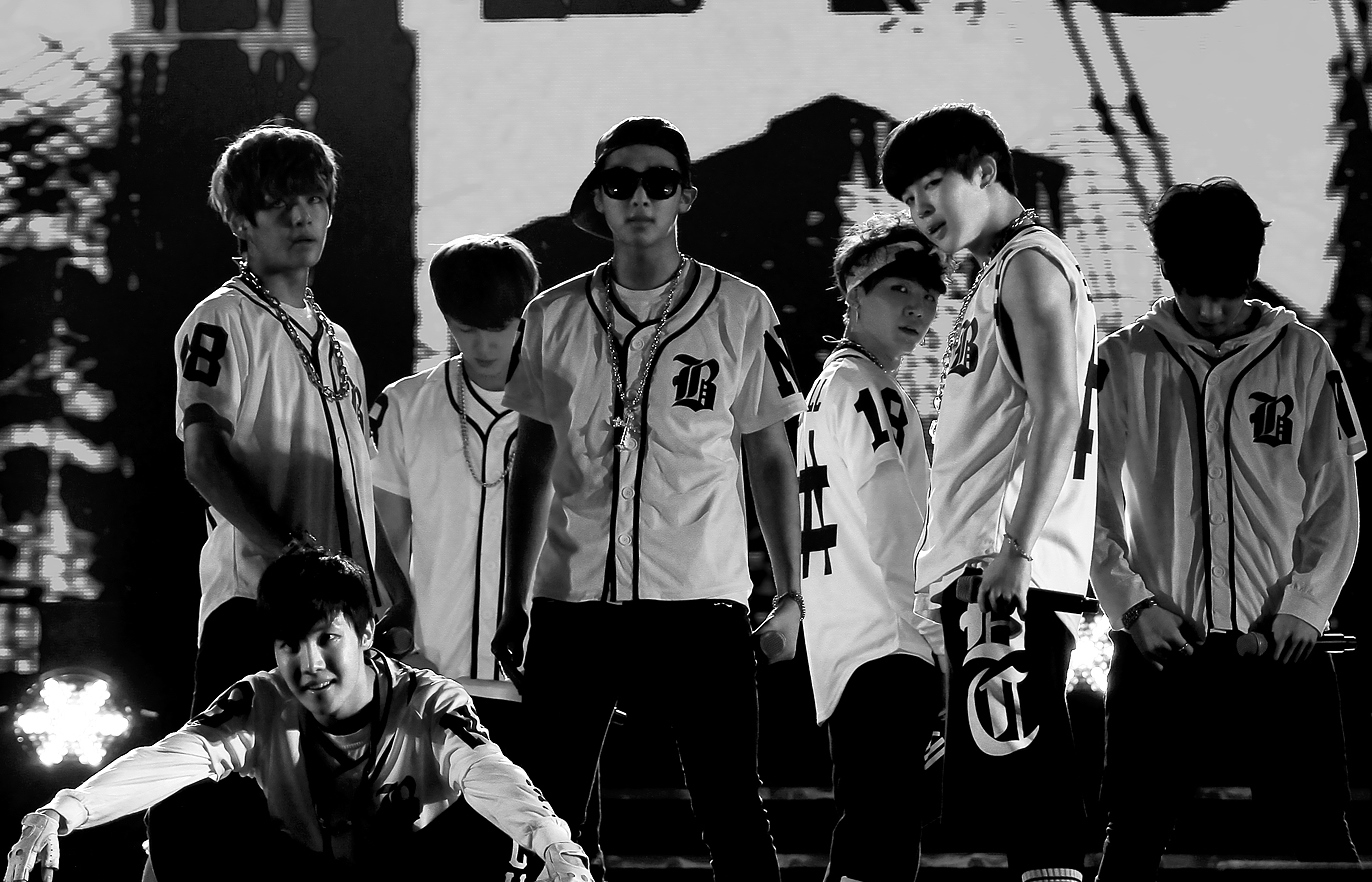
BTS выступают в музыкальном центре Инчхона, сентябрь 2013 года

Первый альбом из «школьной трилогии» группы, как и первый альбом в их карьере, получил название 2 Cool 4 Skool и был выпущен 13 июня 2013 года вместе с лид-синглом «No More Dream». Их дебютный альбом позволил им выиграть номинации «Лучший новый артист» на различных премиях, таких как Melon Music Awards и Golden Disk Awards, а также в 2014 году на Seoul Music Awards. 11 сентября группа выпустила первый мини-альбом O!RUL8,2?, который состоял из 10 песен.
Они также начали своё собственное шоу на канале SBS MTV под названием «Rookie King Channel Bangtan». Оно основано на фальшивом новостном канале «Channel Bangtan», через которую участники пародируют известные шоу, включая VJ Special Forses и MasterChef Korea. Премьера восьмого эпизода состоялась 3 сентября.
9 декабря, во время промоушена группы в Японии, у Сюги обнаружили аппендицит. Ему пришлось отправиться обратно в Корею на операцию, и он не смог участвовать в выступлениях Idol Star Athletics Championships 2014, SBS Gayo Daejeon и MBC Gayo Daejejeon в конце года.

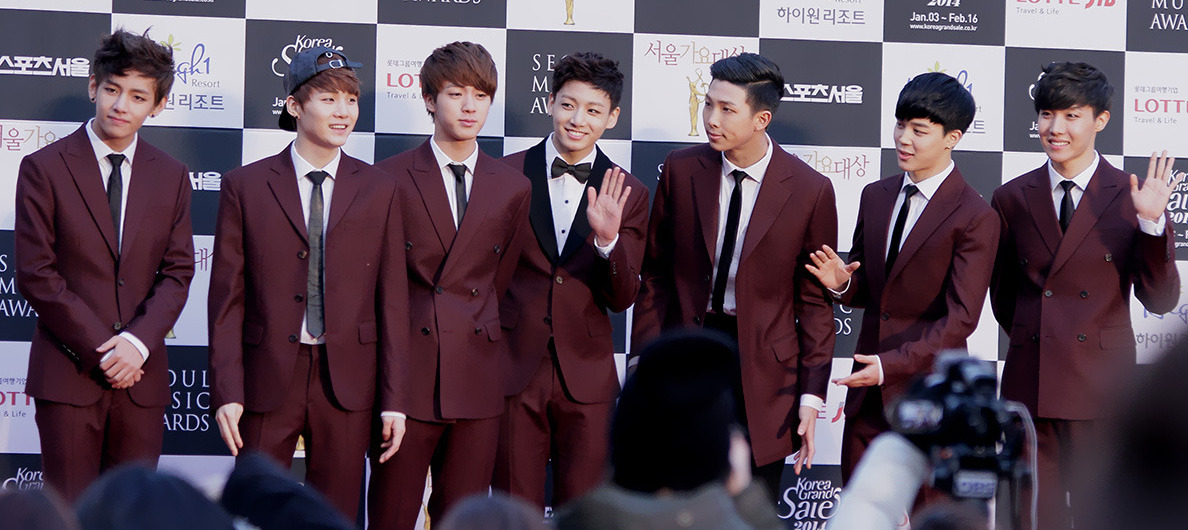
BTS на Seoul Music Awards, январь 2014 года

Третья часть их «школьной трилогии», их второй мини-альбом Skool Luv Affair был выпущен 12 февраля 2014 года. Группа также выпустила трек "Boy in Luv (상남자) " и клип в его поддержку 11 февраля. Альбом занял пиковую 3 строчку в мировом альбомном чарте Billboard. 6 апреля группа вернулась с песней «Just One Day (하루만)» и клипом на неё.
7 марта Big Hit объявил, что BTS выпустят свой первый японский альбом, который будет состоять из японских версий уже имеющихся песен. Альбом 2 Cool 4 Skool был выпущен 23 апреля; первым синглом в его поддержку стала японская версия «No More Dream».
14 июня группа приняла участие в фестивале Bridge to Korea (рус. Мост в Корею), который проходил в России и был нацелен на укрепление туризма между этими двумя странами. Там они стали судьями танцевального соревнования к-попа и позже выступили на сцене перед аудиторией в 10 000 человек. 10 августа они стали гостями музыкального фестиваля KCON в Лос-Анджелесе. 19 августа они выпустили сингл «Danger» с их полноформатного альбома Dark & Wild, который продался тиражом в 109 098 копий. Позже была выпущена песня «War of Hormone (호르몬 전쟁)» с этого же альбома, а клип на неё был выпущен 21 октября.
BTS продолжили промоушен в Японии, выпустив свой первый японский альбом Wake Up 24 декабря. Он включал в себя не только японские версии их песен, но ещё и две новые песни: «Wake Up» и «The Stars».
Во время премии Mnet Asian Music Awards группа была номинирована в категориях «Лучшее танцевальное выступление» и «Песня Года». Вдобавок к выступлению с «Boy In Luv», они также выступили вместе с Block B.
В октябре, ноябре и декабре BTS гастролировали со своим первым туром — 2014 BTS Live Trilogy — Episode II: The Red Bullet. Они посетили Корею, Филиппины, Сингапур, Японию, Таиланд и Малайзию. В том же году прошёл первый фестиваль BTS Festa, на котором группа отметила годовщину дебюта. Festa проходит каждый год в первых числах июня.

### 2015—2016: ТрилогияThe Most Beautiful Moment in Life,Wingsи мировой тур

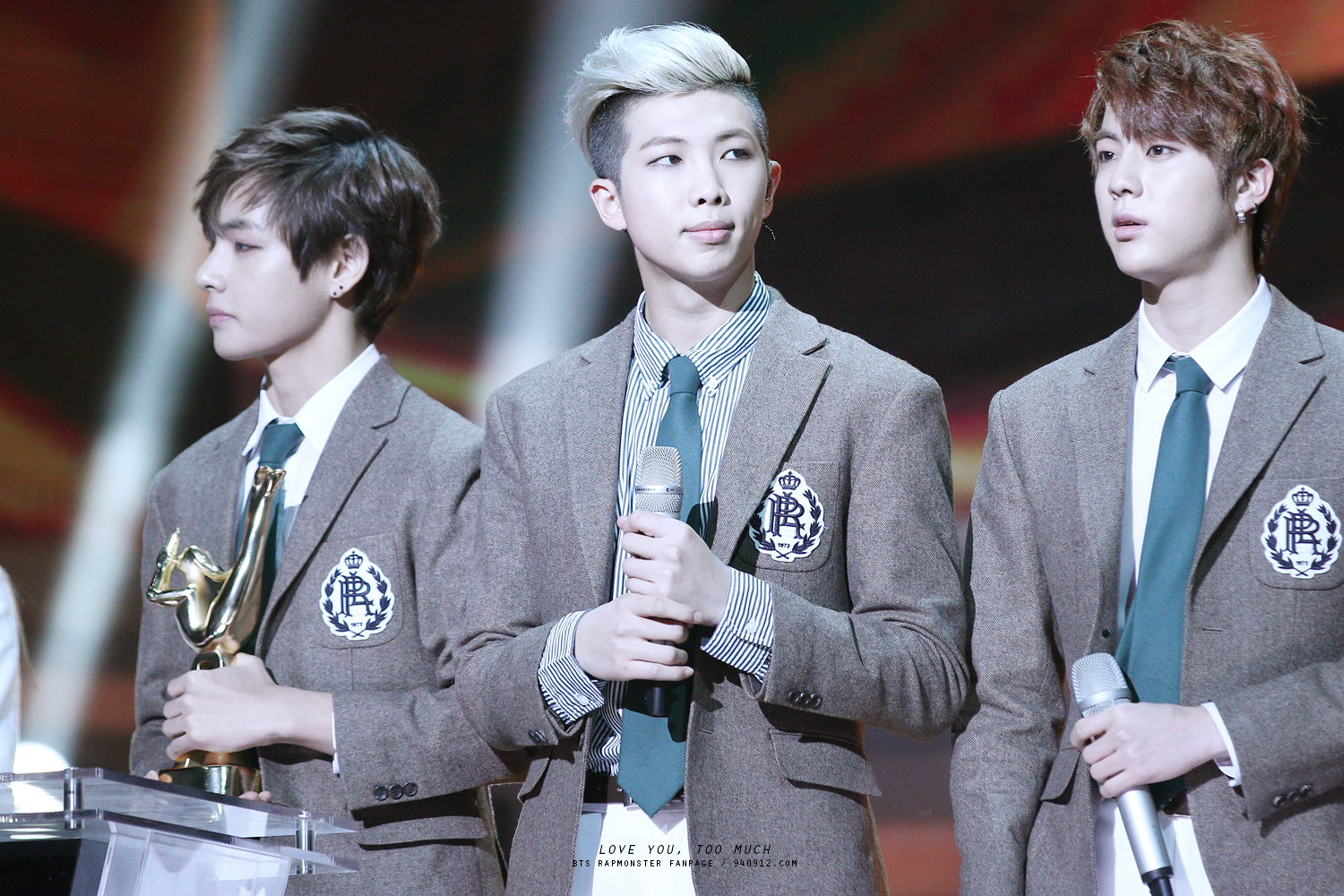
BTS на Golden Disk Awards, январь 2015 года (слева направо: Ви, АрЭм, Чин)

С 10 по 19 февраля 2015 года BTS выступали в Японии с туром Wake Up: Open Your Eyes. У них состоялись концерты перед 25 000 человек в Токио, Осаке, Нагое и Фукуоке. 28 марта начинается их второй тур в Корее — BTS Live Trilogy — Episode 1: BTS Begins.
Третий мини-альбом группы, получивший название The Most Beautiful Moment in Life, Part 1 был выпущен 29 апреля. В июне он был добавлен в список «27 лучших альбомов 2015 года» американским телеканалом Fuse и стал единственным корейским альбомом, попавшим в данный список. 5 мая главный трек «I Need U» выиграл первое место в музыкальной программе The Show, что ознаменовало первую победу группы с момента дебюта в данном шоу. По данным Signal Entertainment, альбом был продан в количестве свыше 180 000 копий с момента релиза.
4 июня был выпущен четвёртый японский сингл «For You», приуроченный к годовщине дебюта коллектива в Японии. В тот же день было выпущено и музыкальное видео. Трек попал на вершину ежедневного чарта Oricon и продался тиражом в 42 611 копий в первый день. 23 июня BTS выпустили видеоклип на их сингл «DOPE (쩔어)» с The Most Beautiful Moment in Life, Part 1, который сумел набрать свыше 1 000 000 просмотров в первые 15 часов с момента выпуска. Песня также заняла 3-е место в мировом сингловом чарте Billboard, хотя была выпущена двумя месяцами ранее.
Тур 2015 Live Trilogy Episode: The Red Bullet продолжился с остановками в Малайзии, Латинской Америке, Австралии, США и закончился в Гонконге 29 августа.
BTS были частью Summer Sonic Festival, в рамках которого 15 августа выступили в Токио, а 16 августа — в Осаке. 8 сентября было объявлено, что они вернутся 30 ноября с альбомом The Most Beautiful Moment in Life, Part 2. Они также провели трёхдневный тур The Most Beautiful Moment in Life: On Stage с 27 по 29 ноября, где представили трек «Run». 19 октября было объявлено, что группа станет новым представителем спортивного бренда PUMA.
На премии Mnet Asian Music Awards они выиграли номинацию «Лучший международный перформер» в знак признания международных поклонников. Они исполнили «Run», а также у них была небольшая коллаборация на сцене с GOT7. 8 декабря была выпущена японская версия «I Need U» как пятый японский сингл.

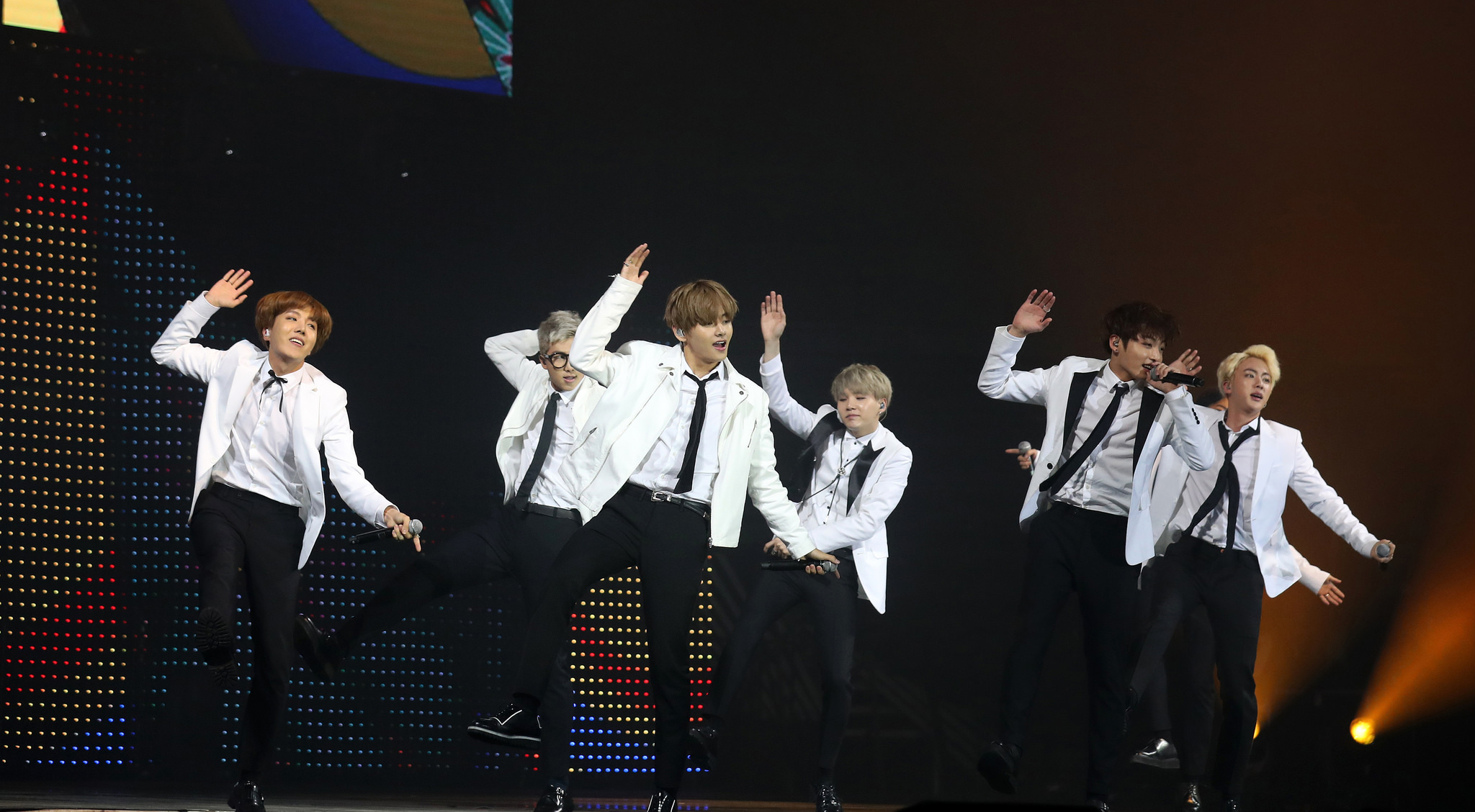
Выступление во Франции, июнь 2016 года

В январе 2016 года компания по производству игр Nexon анонсировала, что выпустит аватары для персонажей игры Elsword, прототипами которых станут участники группы. Они также были определены моделями для SK Telecom и лицом BBQ Chicken в апреле.
15 марта был выпущен шестой японский сингл группы — «Run». 2 мая было выпущено специальное издание альбома The Most Beautiful Moment in Life: Young Forever; группа провела два концерта в Сеуле на арене Olympic Gymnastics Arena 7 и 8 мая в поддержку альбомов. На шоу присутствовали 24 000 человек. После этого группа начала тур по Азии, и было продано 144 000 билетов на их концерты. BTS также были хэдлайнерами фестиваля KCON в Лос-Анджелесе в июне и в Нью-Йорке в июле, и оба раза были полностью распроданы.
7 сентября был выпущен их второй японский альбом Youth, который в первые сутки после релиза продался тиражом в 44 000 копий и взлетел на вершины чартов Японии.
10 октября группа выпустила свой второй полноформатный альбом, получивший название Wings с главным треком — «Blood Sweat & Tears». 28 сентября начался предзаказ альбома, состоящего из 15 треков, и в первую неделю их количество составило 500 000 копий. Группа достигла «прямого попадания» в корейских музыкальных чартах, а также заняла первые места в iTunes более 26 стран по всему миру. Менее чем за сутки клип на «Blood Sweat & Tears» набрал свыше 6 000 000 просмотров. Это стало новым рекордом среди всех корейских групп. Альбому также удалось попасть в UK Albums Chart, что стало историческим событием — ещё ни один альбом корейских групп ни разу в него не попадал. Он также попал на 26 место главного американского альбомного чарта Billboard 200, что обновило рекорд (предыдущий принадлежал 2NE1 с их альбомом Crush, который дошёл до 61 места в 2014 году). Несколько дней спустя стало известно, что альбом возглавил мировой альбомный чарт, мировой сингловый чарт и топ-50 популярных артистов (Social 50).
19 ноября BTS выиграли номинацию «Альбом Года» с The Most Beautiful Moment in Life: Young Forever на премии MelOn Music Awards. Таким образом, они заработали свой Дэсан, или же высшую награду с момента дебюта. 2 декабря выиграли номинацию «Артист Года» на премии Mnet Asian Music Awards. 15 декабря было объявлено, что 18 февраля 2017 года стартует тур 2017 BTS Live Trilogy Episode III The Wings Tour.
С 2015 года с перерывами выходит сериал-варьете Run BTS, а с 2016 идёт сериал Bon Voyage, в котором участники группы путешествуют без стилистов.

### 2017−18:You Never Walk Alone, трилогияLove Yourselfи мировое признание

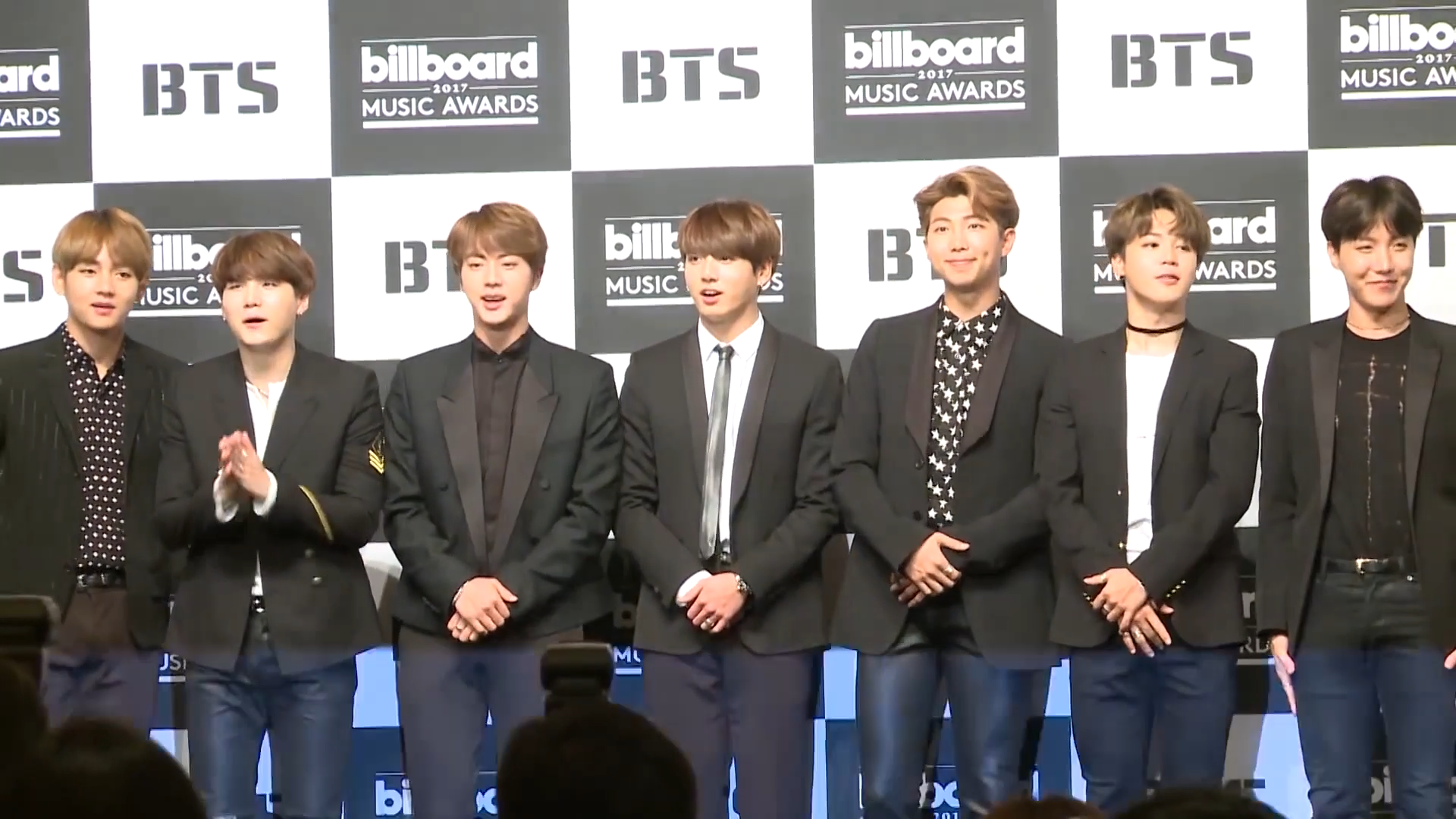
BTS на Billboard Music Awards, май 2017 года

13 февраля 2017 года BTS выпустили расширенное издание альбома Wings под названием Wings: You Never Walk Alone. Предзаказы преодолели порог в 700 тысяч копий. Главный сингл «Spring Day» достиг вершины в восьми главных чартах Кореи; из-за слишком большого потока загрузок произошёл сбой цифрового чарта Melon. «Not Today» достигла 11 строчки в iTunes США, в то время как «Spring Day» — 8 места, сделав BTS первой корейской поп-группой, попавшей в топ-10. Сингл также покорил вершины чартов Брунея, Финляндии, Гонконга, Индонезии, Литвы, Малайзии, Филиппин, Сингапура, Тайваня, Таиланда и Вьетнама; альбом добрался до 1 мест в Армении, Брунее, Финляндии, Индонезии, Казахстане, Латвии, Малайзии, Филиппинах, Сингапуре, Швеции, Тайване, Таиланде и Вьетнаме. В первые сутки после релиза видеоклип на «Spring Day» набрал более 9 миллионов просмотров, тем самым установив абсолютный рекорд среди корейских групп; он также набрал более 20 миллионов просмотров менее чем за 4 дня, что также является рекордом. Впервые новые песни были исполнены в рамках тура 2017 BTS Live Trilogy Episode III: The Wings Tour, который стартовал 18 февраля в Сеуле. 19 февраля состоялась премьера клипа на песню «Not Today», который набрал более 10 миллионов просмотров за первые сутки с момента релиза, что сделало его самым просматриваемым клипом корейских групп за всё время. 22 февраля «Spring Day» дебютировал в чарте Billboard Bubbling Under Hot 100 на 15 месте, тем самым сделав BTS единственной мужской корейской группой, когда-либо попадавшей в этот чарт.
10 мая состоялся релиз японской версии «Blood Sweat & Tears», выпущенной в качестве седьмого японского сингла. 21 мая группа одержала победу в номинации «Лучший артист социальных сетей» на премии Billboard Music Awards, тем самым став первым корейским артистом в истории данной церемонии, получившим номинацию, посетившим премию и выигравшим её. 4 июля был выпущен ремейк на сингл «Come Back Home» Seo Taiji & Boys. 5 июля официальный логотип группы был изменён, а иностранное название стало расшифровываться как «Beyond the Scene», что означает «юноши, которые открывают дверь и двигаются дальше».
С 10 по 12 августа были представлены фото-тизеры участников к дорамному проекту «Люби себя» (англ. Love Yourself), который будет выходить на протяжении 2017 и 2018 годов. С 16 по 19 августа были представлены видео-тизеры. 25 августа начался предзаказ мини-альбома Her, который станет первой частью серии Love Yourself. 3 сентября предзаказ достиг отметки в 1 миллион 50 тысяч копий, тем самым сделав BTS первой мужской корейской группой, достигшей такого показателя (ранее рекорд принадлежал EXO).
18 сентября состоялся релиз пятого мини-альбома Love Yourself 承 'Her'. Он стал № 1 в iTunes 73 стран, что является абсолютным рекордом среди корейских артистов. Согласно данным Hanteo, в первый день было продано 455 тысяч 888 копий нового альбома, что является лучшим результатом за всю историю чарта. Видеоклип на сингл «DNA» за первые 8 часов с момента релиза набрал более 10 миллионов просмотров, что стало лучшим результатом среди всех корейских групп, а просмотры за сутки перешагнули отметку более чем в 20,5 миллионов, что также стало абсолютным рекордом (предыдущий рекорд принадлежал Black Pink). 25 сентября «DNA» вошла в чарт Billboard Hot 100, расположившись на 85 месте, что сделало BTS первой мужской корейской группой, когда-либо попадавшей в данный топ и четвёртым корейским артистом в целом (после Wonder Girls, PSY и Сиэл). Альбом также дебютировал на 7 строчке Billboard 200, тем самым группа обновила свой же рекорд в данном чарте (в октябре 2016 года они попали на 26 место с Wings).
1 ноября было объявлено о запуске кампании «Останови насилие» (также «Покончим с насилием»; англ. End Violence) совместно с UNICEF. 19 ноября BTS посетили премию American Music Awards в Лос-Анджелесе, где состоялся их американский телевизионный дебют. Также было подтверждено участие группы в популярных телевизионных шоу, таких как «Jimmy Kimmel Live» и «The Ellen Show». 24 ноября состоялся релиз ремикса «MIC Drop», записанного при участии Desiigner и Стива Аоки (изначальной датой было назначено 17 ноября, но американские промоутеры попросили сдвинуть дату релиза).

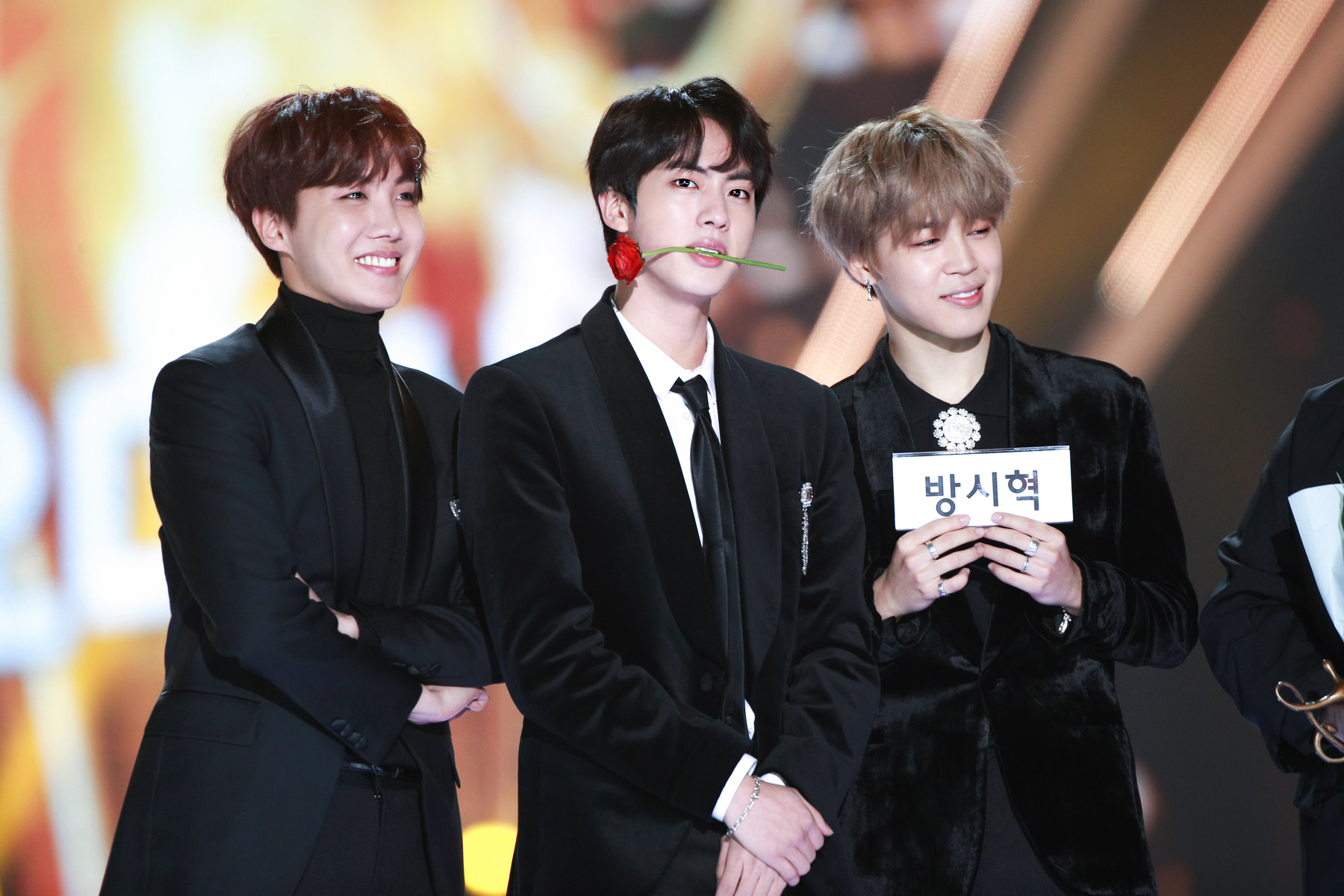
BTS на Seoul Music Awards, январь 2018 года (слева направо: Джей-Хоуп, Чин и Чимин)

15 января 2018 года Японская ассоциация звукозаписывающих компаний присудила восьмому японскому синглу «Crystal Snow/MIC Drop» двойную платиновую сертификацию за продажи, преодолевшие порог в 500 тысяч копий. Это сделало BTS единственным иностранным артистом 2017 года, достигшим такого результата в Японии. 3 февраля Американская ассоциация звукозаписывающих компаний присудила золотую сертификацию ремиксу «MIC Drop» за 500 тысяч проданных копий на территории США. Таким образом, BTS стали первой корейской группой в истории, у которой есть такая сертификация. 12 февраля «DNA» также удостоился золотой сертификации RIAA. 13 марта стало известно о запуске совместного проекта BTS и YouTube Red — «Зажги сцену», где будут показаны уникальные кадры с 2017 BTS Live Trilogy Episode III: The Wings Tour. 4 апреля был выпущен третий студийный японский альбом Face Yourself.
18 мая BTS выпустили свой третий по счёту корейский студийный альбом — Love Yourself 轉 'Tear', который стал вторым в серии Love Yourself после бестселлера Love Yourself 承 'Her'. Главный сингл «Fake Love» достигнул статуса «Certified All-Kill», став № 1 в шести ведущих музыкальных чартах Кореи; всего через час после релиза песне удалось пробить максимальные показатели Genie впервые за его историю. Количество просмотров за первые сутки составило более 35 миллионов, что является абсолютным рекордом среди корейских мужских групп. Количество отметок «нравится» также составило более 3,5 миллионов. Love Yourself 轉 'Tear'  стал № 1 в iTunes более 70 стран, в то время как «Fake Love» возглавил iTunes более 50 стран. 5 апреля состоялся выход трейлера «Euphoria: Theme of Love Yourself Wonder». Предзаказ стартовал с 18 апреля, и по результатам первой недели (до 25 апреля) число предзаказанных копий составило более 1,4 миллиона, что стало абсолютным рекордом среди корейских артистов за всю историю и ещё одним личным рекордом группы (в сентябре 2017 года число предзаказов Love Yourself 承 'Her'  составило более 1 миллиона копий). 27 апреля были анонсированы первые даты мирового тура BTS World Tour: Love Yourself, который стартует 25 августа в Сеуле. 20 мая BTS выступили на Billboard Music Awards, где они также победили в категории «Лучший артист социальных сетей» уже второй год подряд. Выступление ознаменовало группу как первую среди всех корейских коллективов, когда-либо выступавших на данной премии.
Love Yourself 轉 'Tear'  стал № 1 в американском альбомном чарте Billboard 200, что сделало BTS первым корейским артистом в истории, достигшим такого результата, и первым иностранным артистом за последние 12 лет, кто смог возглавить данный топ. «Fake Love» также попал в топ-10 чарта «горячей сотни», что ознаменовало наивысшую позицию как для корейских артистов, так и для групп. В конце августа будет выпущено переиздание Love Yourself 轉 'Tear' — Love Yourself 結 'Answer' , которое будет включать в себя семь новых композиций, а также станет завершающим в серии Love Yourself. Промоушен проводиться не будет, так как группа готовится к мировому туру. Предзаказ нового альбома начался 18 июля.
Альбом Love Yourself 結 'Answer', являющийся переизданием Love Yourself 轉 'Tear', а также заключительным в серии Love Yourself, начатой осенью 2017 года, был выпущен 24 августа. Он стал № 1 в iTunes более 60 стран во всём мире, а композиции с него оккупировали топ-10 американского iTunes в день выхода. Сингл «IDOL» стал № 1 в 66 странах мира. Видеоклип также поставил впечатляющие результаты на YouTube: всего за 16 часов с момента выхода просмотры составили более 40 миллионов, в целом же за первые 24 часа релиз был просмотрен более 45 миллионов раз, что является абсолютным рекордом в истории видеохостинга среди корейских артистов (побиты рекорды PSY и BlackPink). Также в цифровой версии доступна новая версия «IDOL», записанная совместно с Ники Минаж. Love Yourself 結 'Answer' дебютировал с вершины американского альбомного чарта с продажами в 155—185 тысяч копий (120—140 тысяч будут чистыми). Несмотря на то, что ранее лейбл заявлял, что промоушен на корейском телевидении проводиться не будет, BTS выступили с песней и би-сайд треками на музыкальных шоу в период с 29 августа по 2 сентября.
24 сентября BTS посетили заседание ООН, где выступили с речью о важности любви к самому себе и в том числе рассказали о ранее запущенной совместно с ЮНИСЕФ кампанией «Останови насилие». Они стали первыми корейскими артистами в истории, появившимися на подобном мероприятии.

### 2019:Map of the Soul: Persona, стадионный тур и «Мир BTS»

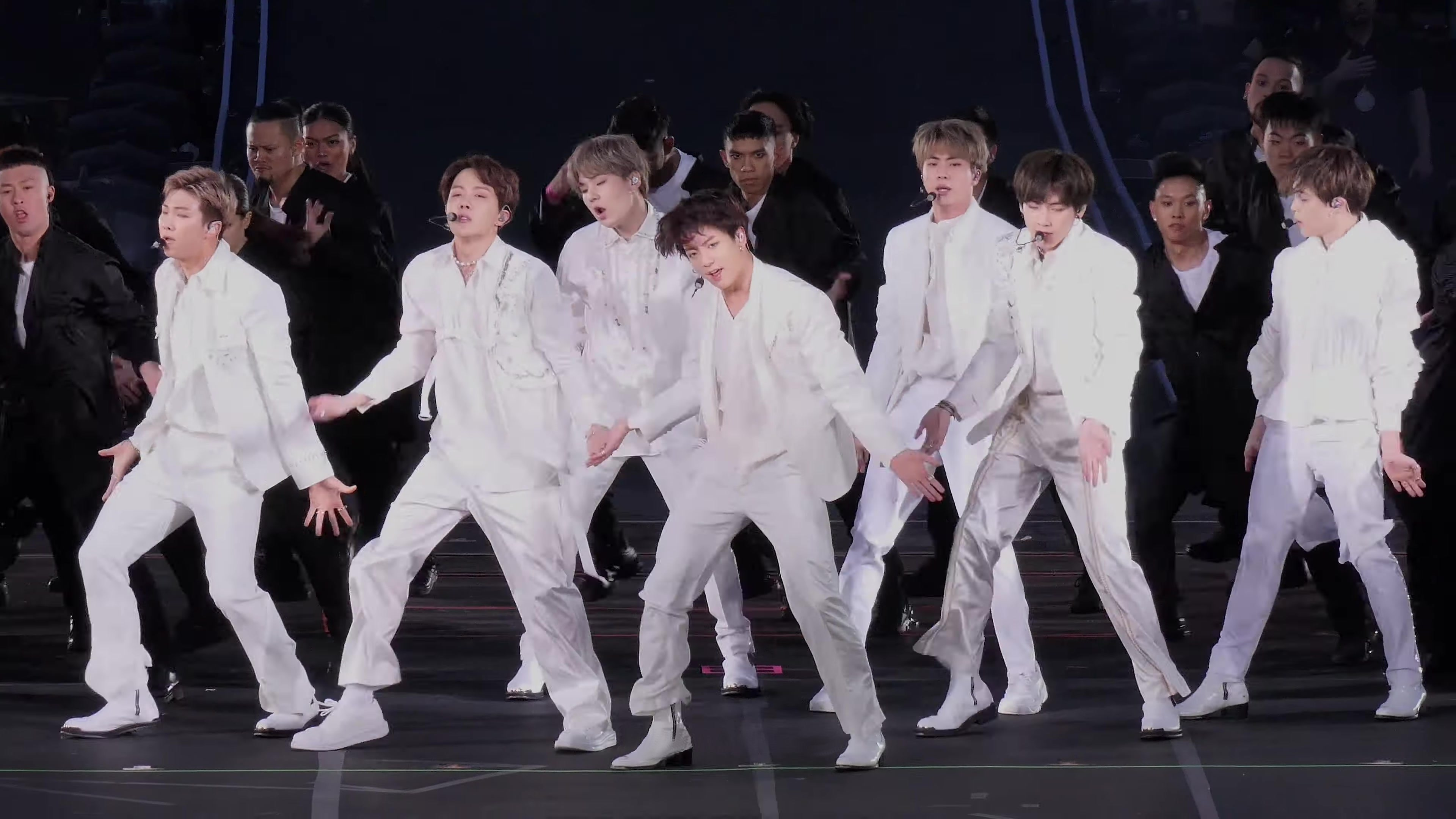
BTS во время тура Speak Yourself, 18 мая 2019 года

17 января 2019 года была опубликована стартовая глава первого веб-комикса BTS «Спаси Меня» (англ. Save Me, название одной из песен группы), сюжет в котором разворачивается после событий трилогии «Юности» (серия альбомов The Most Beautiful Moment in Life), когда каждый из участников решил начать жизнь по индивидуальному пути. Планируется 16 глав, которые выходят еженедельно. 18 января на YouTube Red состоялась эксклюзивная премьера концертного фильма «Зажги сцену: Кино» (англ. Burn the Stage: The Movie), отрывки которого выходили весной 2018 года в виде мини-серий. 21 января состоялся анонс книги «The Notes 1», которая будет выпущена в трёх версиях: на корейском, японском и английском языках; выход планируется в марте. 26 января в 90 странах мира был показан концертный фильм «BTS World Tour: Love Yourself в Сеуле». 10 февраля BTS посетили 61-ю церемонию «Грэмми», и стали первой корейской группой в истории, появившейся на данном мероприятие. 20 февраля группа анонсировала вторую часть своего нынешнего мирового турне BTS World Tour — Love Yourself: Speak Yourself, который стартовал 4 мая на стадионе Роуз Боул и будет проведён на других крупных стадионах по всему миру.
12 апреля BTS выпустили новый альбом Map of the Soul: Persona, который ознаменовал начало новой эры после завершения Love Yourself. 27 апреля альбом дебютировал на первом месте в американском чарте, став их третьим чарттоппером группы в карьере и всего за 11 месяцев. Это первый среди всех групп подобный случай за последние примерно двадцать лет. Ранее, менее чем за один год на вершине чарта США удалось побывать группе Beatles. Британский квартет это сделали в 1995-96 годах, когда сразу три их релиза архивных записей были на первом месте: Anthology 1, Anthology 2 и Anthology 3 все дебютировали на № 1 в промежутке 11 месяцев и одну неделю (между 9 декабря 1995 и 16 ноября 1996). Ещё ранее в 1967 году такое достижение было у группы Monkees: их три чарттоппера это сделали ещё быстрее, всего за 9 месяцев и три недели. Map of the Soul: Persona потребовалось меньше месяца, чтобы преодолеть порог в 3 миллиона 229 тысяч проданных копий на территории Южной Кореи и стать самым продаваемым альбомом в истории страны. До этого, в течение двадцати четырёх лет рекорд держал за собой Ким Гун Мо с о своим студийным альбомом Wrongful Encounter.
26 июня состоялся выход мобильной игры «Мир BTS» (англ. BTS World). 28 июня был выпущен специальный альбом саундтреков BTS World: Original Soundtrack; на главный сингл «Heartbeat» был представлен видеоклип. 3 июля был выпущен японский сингл «Lights/Boy With Luv», и в августе он получил первую миллионную сертификацию RIAJ.

### 2020:Map of the Soul: 7иBE
17 января 2020 года BTS выпустили цифровой сингл «Black Swan» одновременно с художественным фильмом, снятым при участии MN Dance Company; песня стала первым синглом в поддержку четвёртого студийного альбома. Корейская компания Dreamus, являющаяся дистрибьютором предстоящего альбома, сообщила, что только на этапе предзаказа количество копий составило больше 4 миллионов, что стало новым рекордом среди корейских артистов (предыдущий также принадлежал BTS). «Black Swan» дебютировала на 57 месте в Billboard Hot 100 и на 46 в UK Singles Chart. 26 января BTS выступили на 62-й церемонии «Грэмми» совместно с Билли Рэй Сайрусом и Lil Nas X, став первыми корейскими артистами в истории, выступившими на данном мероприятии.
Map of the Soul: 7 был выпущен 21 февраля, и получил широкое признание среди критиков, став одним из самых высокооценённых релизов года. Согласно данным Gaon, продажи альбома перешагнули отметку в 4,1 миллиона копий на девятый день с момента релиза, и стал самым продаваемым альбомом в истории Кореи. Одновременно с альбомом был выпущен второй сингл «On», и его ремикс-версия при участии Сиа. Альбом дебютировал на вершине Billboard 200, и BTS стали первой группой со времён The Beatles, имеющей четыре альбома № 1 (с 1968 года). Он также удерживал статус самого успешного дебюта в этом чарте за 2020 год, до релиза After Hours The Weeknd. Пластинка дебютировала на первых местах в Австралии, Канаде, Франции, Германии, Ирландии, Японии, Великобритании и США, тем самым став первым релизом группы, охватившим топ-5 музыкальных рынков мира. В апреле должен был стартовать второй стадионный тур Map of the Soul Tour, однако все концерты были сначала отложены, а затем полностью отменены из-за пандемии новой коронавирусной инфекции.
Big Hit Entertainment запустил платформу Weverse, где участникам предоставлялся шанс размещать как групповые, так и индивидуальные материалы, а также общаться с поклонниками; в марте там же была запущена видео-серия роликов «Учим корейский с BTS». В апреле суммарные продажи всех альбомов BTS преодолели порог в 20 миллионов копий, и группа стала самым продаваемым артистом в истории Кореи. В том же месяце на YouTube в течение 24 часов транслировались все записи предыдущих концертов BTS, и мероприятие получило название Bang Bang Con. RM впоследствии подтвердил, что ребята начали работу над новым альбомом.
7 июня BTS стали хэдлайнерами специального онлайн-мероприятия Dear Class of 2020, где артисты поздравляли выпускников с окончанием школы. Неделю спустя был проведён онлайн-концерт Bang Bang Con: The Live в честь семилетия группы со дня дебюта. Количество зрителей составило 756 тысяч из 107 стран, что стало рекордом для платного концерта в онлайн-формате. 19 июня был выпущен японский сингл «Stay Gold» с нового японского альбома Map of the Soul: 7 — The Journey, релиз которого состоялся 14 июля. За первые два дня продажи составили свыше 500 тысяч копий.
21 августа был выпущен первый англоязычный сингл «Dynamite», видеоклип за первые сутки собрал свыше 100 миллионов просмотров, а песня дебютировала на вершине Billboard Hot 100, став первым синглом BTS, достигшим подобного результата, а также вторым среди корейских артистов в истории. Суммарно песня провела на вершине чарта три недели, что стало абсолютным рекордом среди корейских артистов. 2 октября был выпущен ремикс «Savage Love (Laxed — Siren Beat)» композиции Jawsh 685 и Джейсона Деруло, который также дебютировал с вершины «горячей сотни». 10 и 11 октября состоялся двухдневный онлайн-концерт Map of the Soul ON:E, который побил рекорд по количеству зрителей — 993 тысячи человек из 191 страны. В том же месяце было выпущено переиздание Skool Luv Affair ввиду большой популярности среди поклонников.
20 ноября был выпущен пятый студийный альбом Be с синглом «Life Goen On». Песне удалось дебютировать на вершине Billboard Hot 100, и композиция стала первой в истории, написанной практически полностью на корейском, с таким результатом. За первую неделю продажи альбома, по данным Hanteo, составили 2 274 882 копии, что стало вторым лучшим результатом среди корейских артистов в истории, после рекорда, установленного в начале года с Map of the Soul: 7. 31 декабря BTS выступили на онлайн-шоу New Year’s Eve 2021, где также принимали участие другие артисты Big Hit и его дочерних компаний, именуемых как Big Hit Labels.

### 2021:BTS, the BestиButter

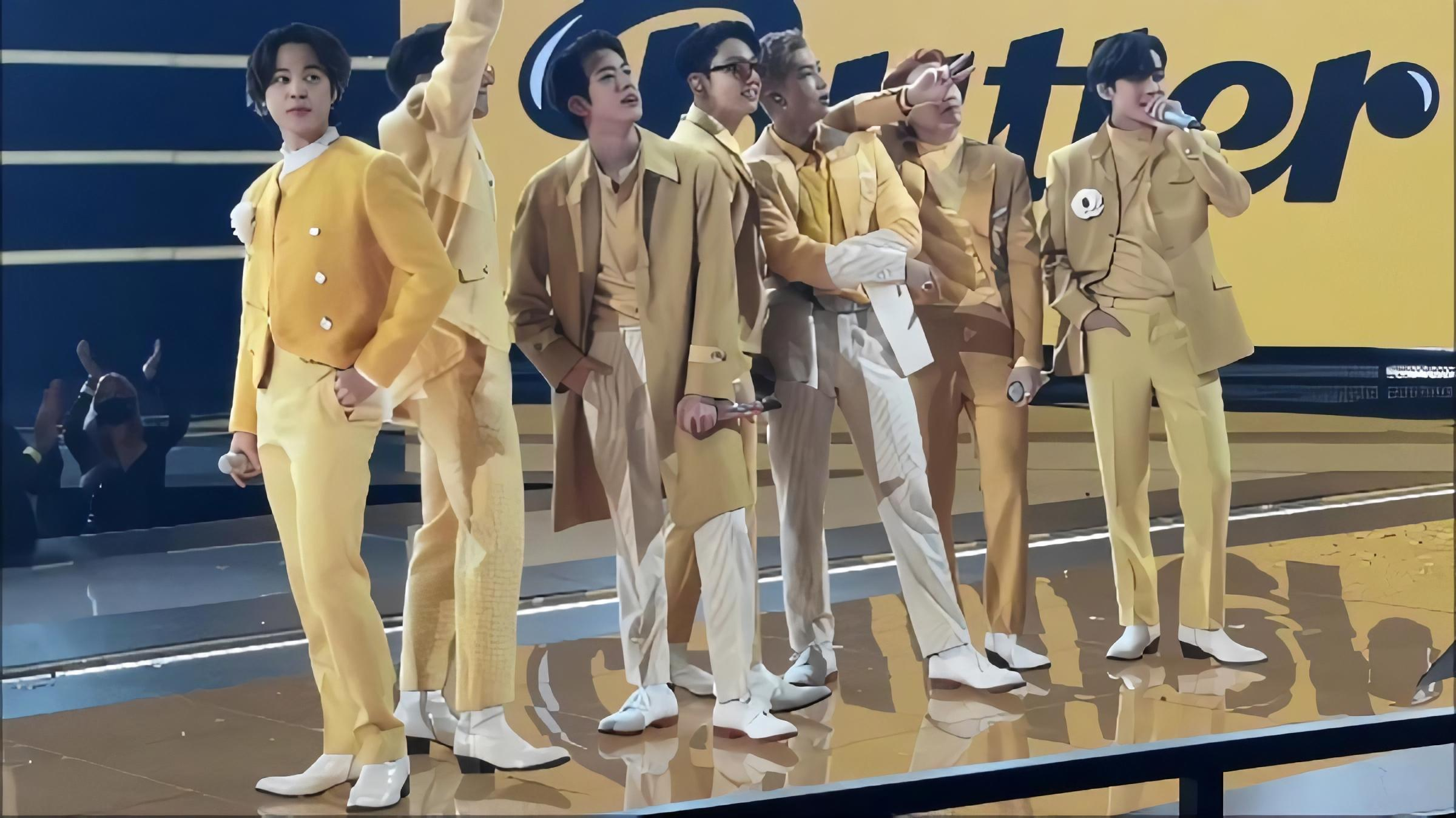
BTS с Butter на American Music Awards в ноябре 2021 года

4 марта 2021 года Международная федерация производителей фонограмм назвала BTS своим самым продаваемым артистом 2020 года — они стали первыми азиатскими и не англоговорящими артистами, возглавившими данный рейтинг. В топ-10 самых продаваемых альбомов они также заняли три места: вершину с Map of the Soul: 7, второе место с Be (делюкс-издание) и восьмое с Map of the Soul: 7-The Journey. В обновлённом чарте альбомов они снова стали № 1 с Map of the Soul: 7, и четвёртое с Be (делюкс-издание). В топ-10 самых продаваемых синглов «Dynamite» занял 10 место. 14 марта коллектив выступил на 63-й церемонии «Грэмми». 24 марта BTS появились на шоу «Уличная викторина Ю» известного телеведущего Ю Чжэ Сока, и выпуск с ними побил зрительские рейтинги. 1 апреля они выпустили лид-сингл «Film Out» в поддержку их предстоящего японского сборника хитов. 17 апреля, спустя почти год после проведения онлайн-концерта, группа анонсировала шоу Bang Bang Con 21, которое включало в себя запись предыдущих трёх концертов. 26 апреля стало известно, что в мае будет выпущен второй англоязычный сингл — «Butter».
«Butter» был выпущен 21 мая, и сразу же занял лидирующие позиции в музыкальных чартах Кореи. Видеоклип в момент премьеры собрал почти 4 миллиона зрителей, что стало рекордом, а за первые сутки набрал свыше 108,2 миллиона просмотров, что также стало абсолютным рекордом для музыкальных клипов на YouTube за первые 24 часа (предыдущий рекорд принадлежал «Dynamite»). Сингл дебютировал с вершины Billboard Hot 100, став 4 синглом № 1 в карьере группы за последние 9 месяцев, что повторило рекорд Джастина Тимберлейка, поставленный 15 лет назад, и сделало BTS первой группой в истории, которой удалось заполучить 4 сингла № 1 за такой короткий срок со времён The Jackson 5 в 1970 году. 16 июня был выпущен шестой сборник хитов BTS, the Best, продажи которого за первый день составили 572 тысячи копий, побив рекорд японского бойбенда SixTones, продажи которого за первые 7 дней составили 467 тысяч копий; данный результат по продажам стал лучшим среди как японских, так и иностранных артистов в 2021 году.
9 июля состоялся релиз третьего англоязычного сингла «Permission to Dance», в создании которого принял участие Эд Ширан; в тот же день состоялся релиз синглового альбома Butter на компакт-дисках. 19 июля песня дебютировала с вершины «горячей сотни», прервав лидерство «Butter», которая держалась на 1 месте в течение 7 недель. 26 июля, на второй неделе пребывания в чарте, сингл опустился на 7 место, вновь уступив первенство «Butter», и BTS стали первыми артистами в истории, которым удалось дважды сместить самих себя с вершины главного песенного чарта США.

### 2023:Beyond The Story: 10-Year Record of BTS
10 июля 2023 года в честь десятилетия группы была выпущена первая официальная книга «Beyond The Story: 10-Year Record of BTS». Издание сразу же стало лидером в списке бестселлеров Amazon, а также заняло первое место в списке музыкальных биографий и второе место в чарте самых продаваемых мемуаров.
Книга объемом 544 страницы издана на корейском и английском языках. В семи главах в хронологическом порядке представлена история BTS с момента формирования группы до настоящего времени. В книге содержатся свежие интервью со всеми участниками группы, впервые опубликованные фотографии и закулисный взгляд на альбомы и музыкальные клипы. Также на страницах книги находятся 300 сканируемых QR-кодов, открывающих трейлеры, музыкальные клипы и другие материалы о группе в интернете.

## Вклад и влияние

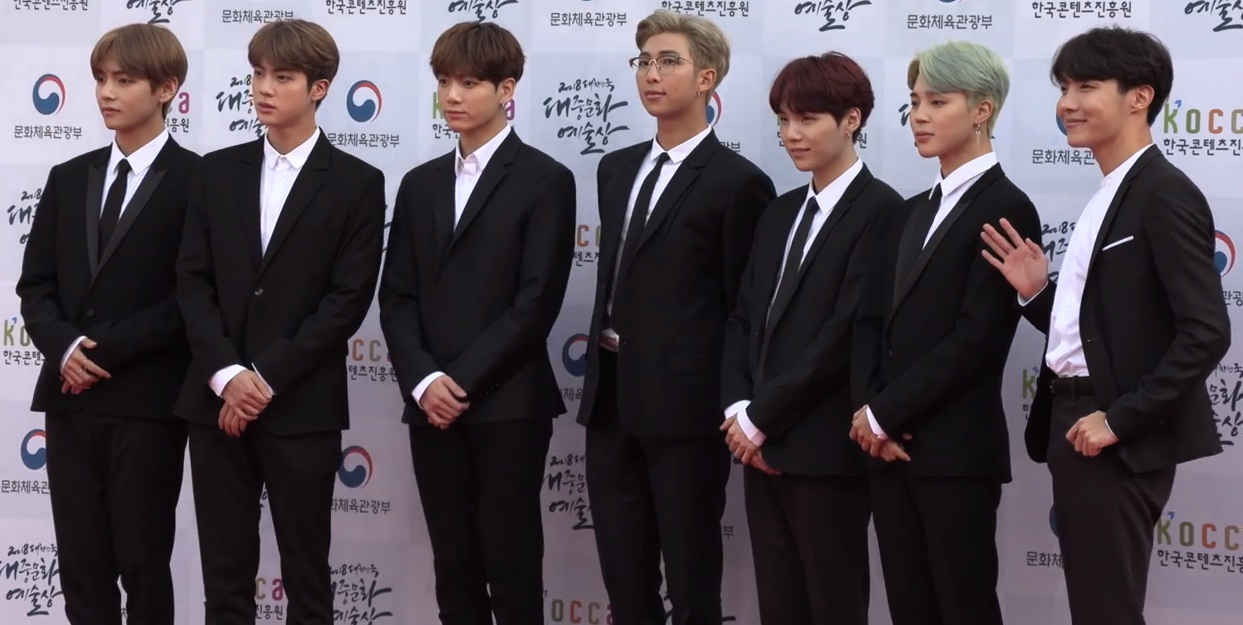
BTS на красной дорожке Korean Popular Culture & Arts Awards, 24 октября 2018 года. Слева направо: Ви, Чин, Джонгук, RM, Сюга, Чимин и Джей-Хоуп

В июне 2014 года BTS стали судьями на танцевальном конкурсе корейской музыки, который проходил в Москве в рамках фестиваля «Мост в Корею». В 2017 года авторитетное издание Time назвало группу одной из 25 влиятельных личностей в интернете, а корейский Forbes внёс их в список самых влиятельных знаменитостей. На протяжении двух лет, в 2017 и 2018 годах коллектив оставался самым обсуждаемым в мире.
В октябре 2018 года BTS появились на обложке Time с заголовком «Лидеры следующего поколения». В том же месяце они выступили на концерте в Париже в честь дипломатических отношений Южной Кореи и Франции; около 400 официальных представителей посетили мероприятие, в том числе и Президент Кореи Мун Чжэ Ин. В своей речи в честь наступающего 2019 года Президент упомянул BTS как одну из причин, почему иностранцы интересуются корейской культурой. По итогам года группа заняла 1 место в рейтинге влиятельных корейских знаменитостей и стала самым молодым обладателем Ордена «За заслуги в культуре» пятого класса от южнокорейского правительства. Согласно данным, каждый год BTS приносят в экономику Кореи порядка 3,63 миллиарда долларов, и что каждый тринадцатый иностранец посещает страну благодаря заинтересованности в группе. В 2018 году институт экономических исследований Hyundai назвал коллектив одним из семи факторов положительного влияния на экономику страны. По информации Национального центра традиционного корейского искусства, количество использования корейских музыкальных инструментов значительно возросло после выхода «IDOL». Международный корейский фонд назвал BTS причиной, по которой резко возрос интерес к волне Халлю с 2016 по 2018 годы. Успех в чартах и огромная популярность во многих странах позволили группе приобрести статус «крупнейшего бойбенда в мире» по версии многочисленных западных изданий.
Различные артисты называли BTS своим примером для подражания, такие как (G)-IDLE, Хёнхо из D-Crunch, Ёнхун из The Boyz, Зухо из SF9, Ына Ким, Чжэхён из Golden Child, Wanna One, IN2IT, Пак Чжихун, Ким Донхан, Seven O’Clock, Хёнсоп и Ыйун, Noir, Сэджун из Viction и LOONA.
Во многих новостных изданиях освещался так называемый «Эффект BTS»: когда группа начинает сотрудничество с какой-либо компанией, к примеру, с корейским банком, количество официально зарегистрированных аккаунтов компании увеличивается до шести раз по сравнению с более ранними показателями. Коллектив также занимал первые места в главном американском альбомном чарте, благодаря чему на протяжении пяти дней акции корейских развлекательных компаний выросли в несколько раз. Было также отмечено, что такие компании, как Netmarble, NetMark, Soribada, Key Shares, GMP и Diffie наблюдали рост акций из-за сотрудничества с BTS.
В начале 2019 года было объявлено, что общий доход BTS составляет более 60 миллионов долларов (почти по 9 миллионов на каждого участника). Партнёрство с Mattel было объявлено в том же году, после чего акции компании возросли более чем на 8 % за один день.

## Вселенная BTS
«Вселенная BTS» — альтернативная вселенная, созданная Big Hit Entertainment и являющаяся связующим звеном в видеоклипах, тизерах, фотографиях и мини-фильмах группы. Вебтун «Спаси меня» близко соответствует этой истории, как и книга «The Notes 1».
Хронология вселенной началась весной 2015 года с выходом сингла «I Need U». Она рассказывает истории всех семи участников, которые сталкиваются со своими тревогами в альтернативном мире и противостоят тем, что могут произойти в будущем.

## Сообщество поклонников
Поклонники BTS совокупно называются ARMY, это один из крупнейших фэндомов в мире. С самого начала BTS строили доверительные отношения с фанатами, что помогло им завоевать популярность и удерживать первые места в чартах, несмотря на то, что их лейбл не входит в «большую тройку» в Корее. Некоторые фанаты открывают собственные проекты, например, занимаются благотворительностью от имени фэндома; агентство Big Hit Entertainment, в свою очередь, имеет ограниченный контроль над действиями поклонников: так, в Южной Корее на концертах BTS зрителям запрещено подпевать песням.

## Участники

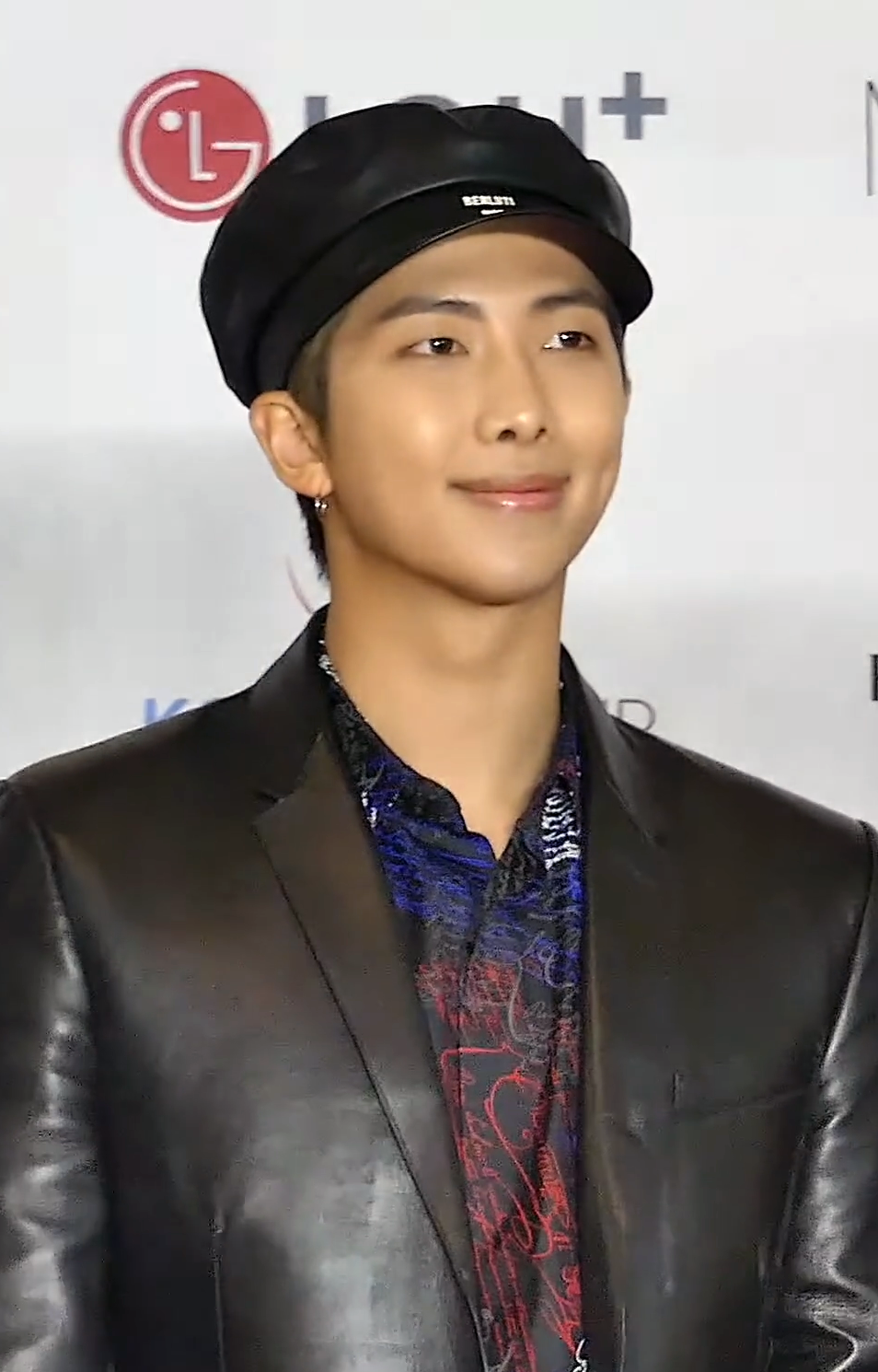
RM
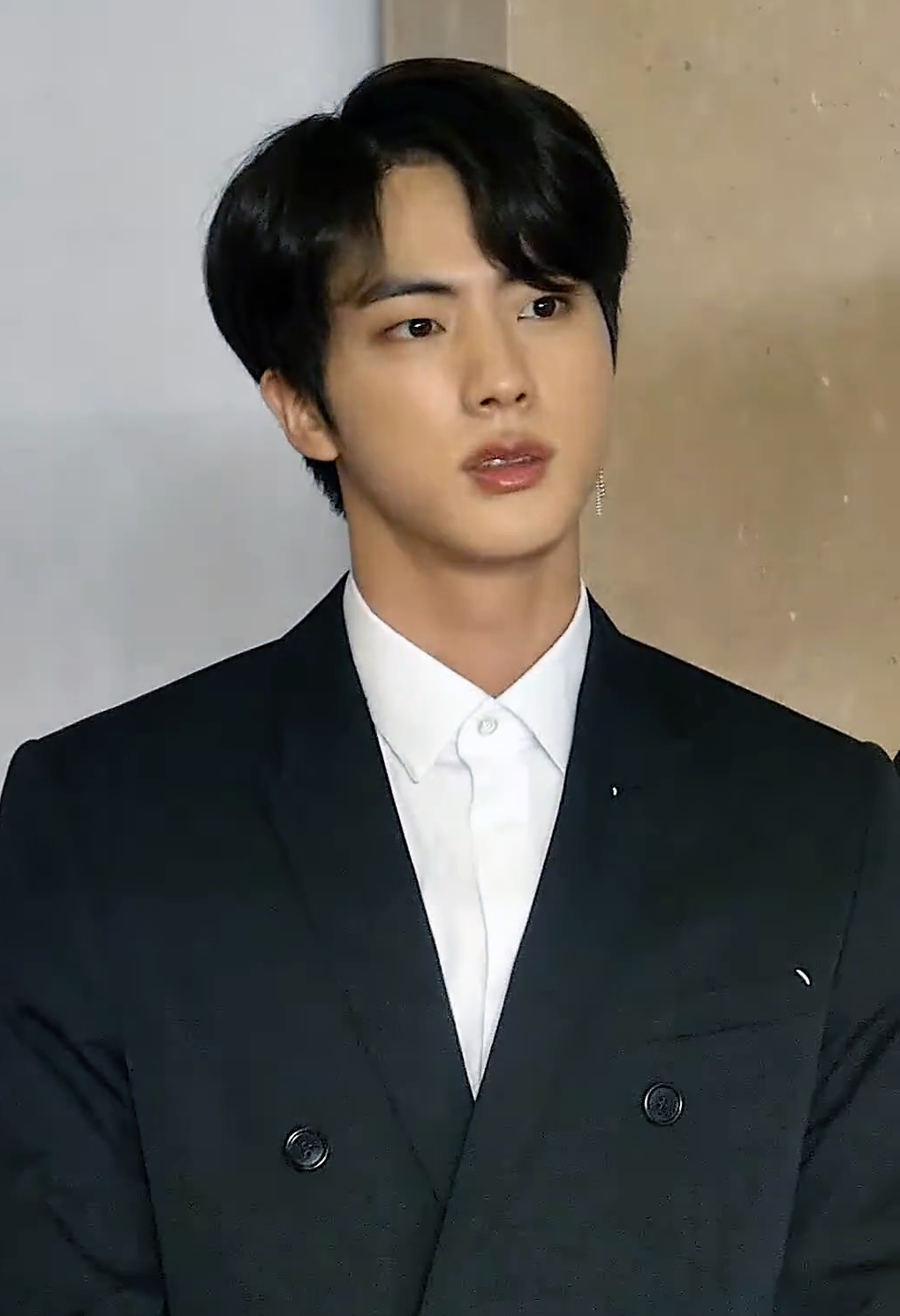
Чин
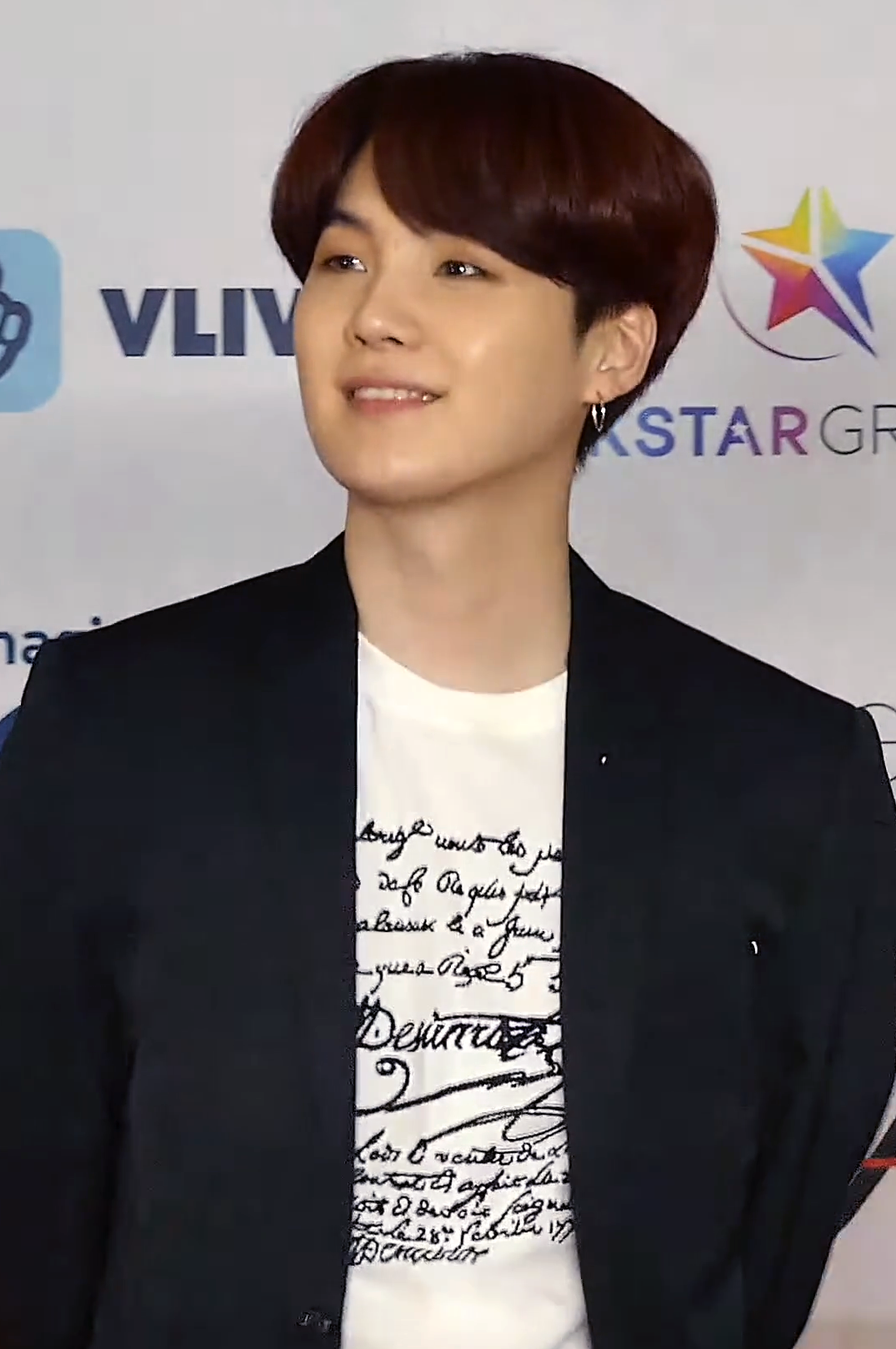
Сюга
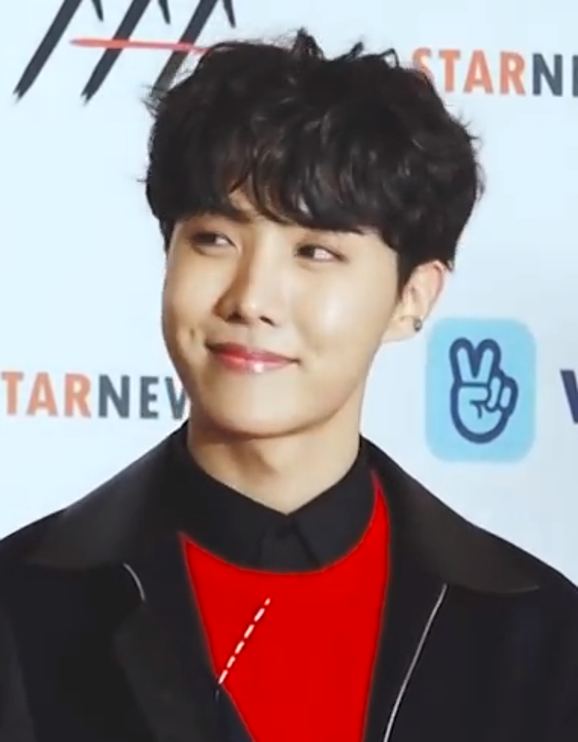
Джей-Хоуп
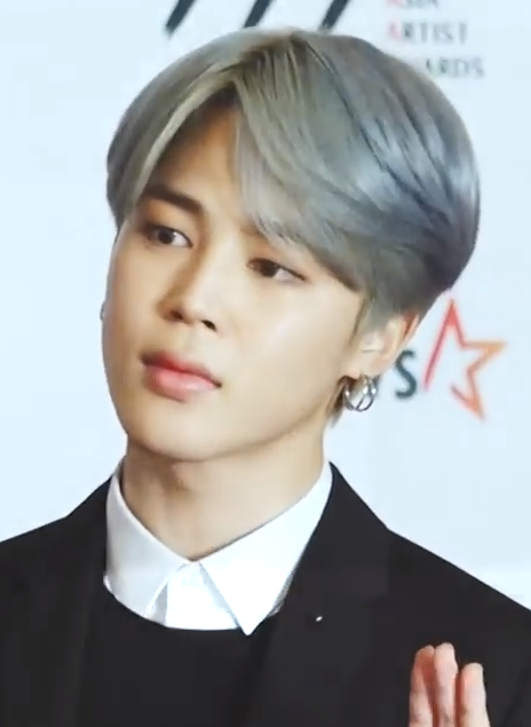
Чимин
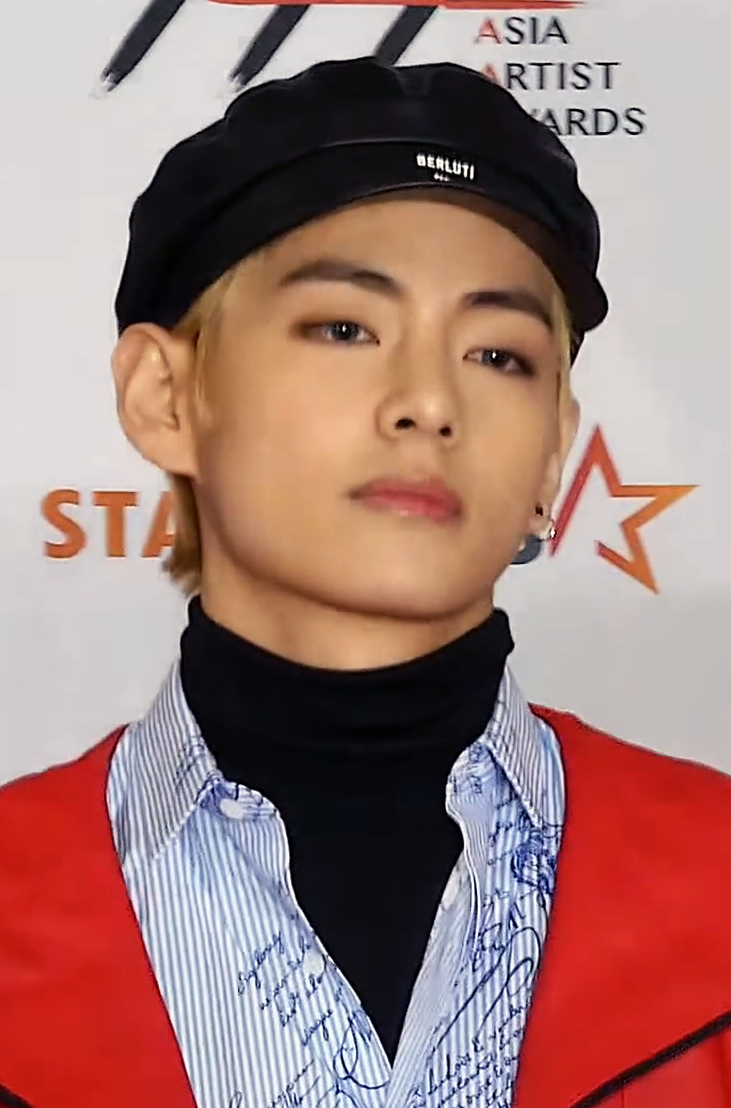
Ви
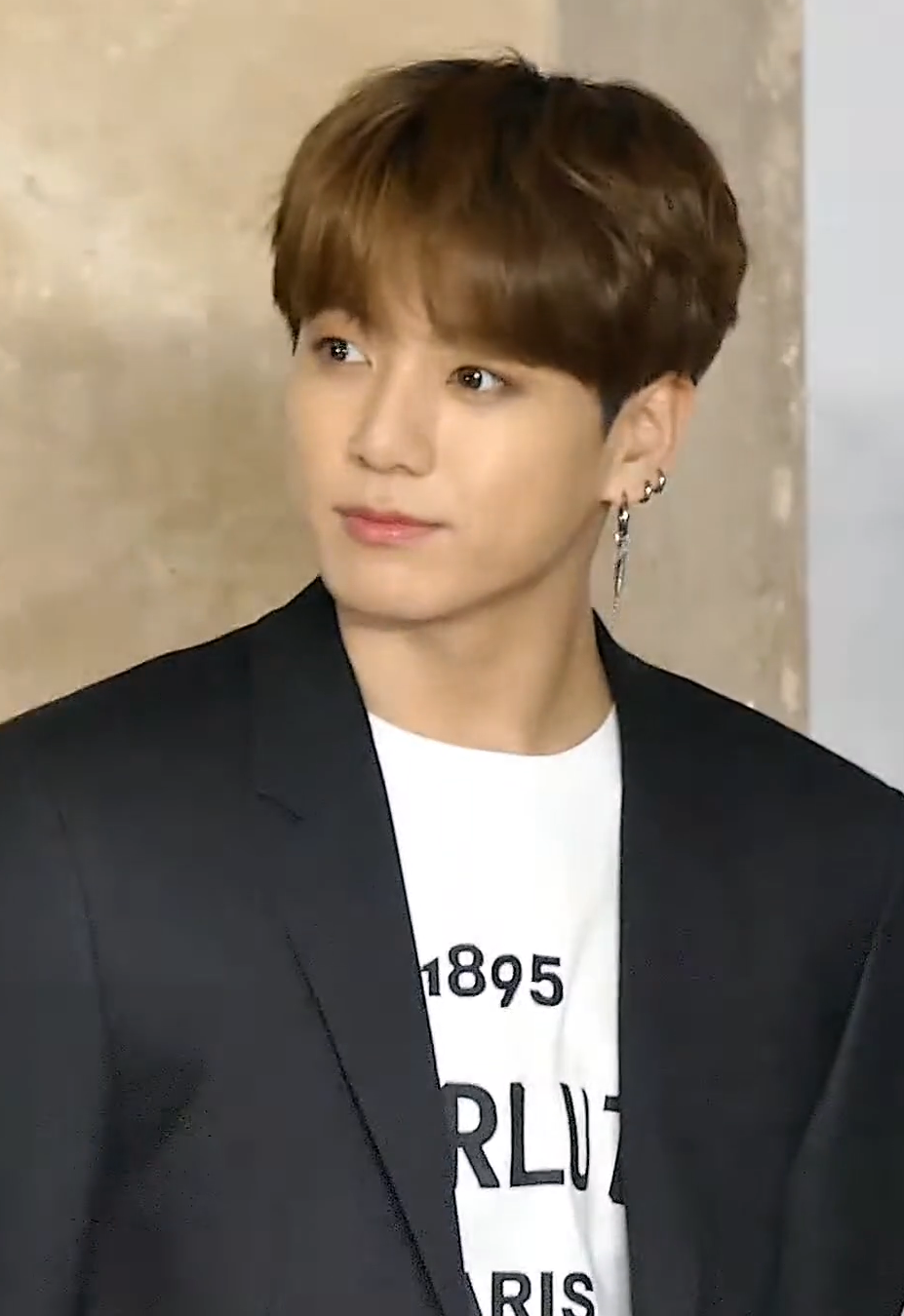
Джонгук

| Сценический псевдоним | Сценический псевдоним | Настоящее имя | Настоящее имя | Дата рождения | Позиция в группе                                          |
| Основной              | Другой                | На русском    | Хангыль       | Дата рождения | Позиция в группе                                          |
| --------------------- | --------------------- | ------------- | ------------- | ------------- | --------------------------------------------------------- |
| Рэп-Монстер           | RM                    | Ким Намджун   | 김남준        | 12.09.1994    | Лидер, главный рэпер                                      |
| Чин                   | 진 (Jin)              | Ким Сокчин    | 김석진        | 04.12.1992    | Вижуал, саб-вокалист                                      |
| Сюга                  | 슈가 (Suga)           | Мин Юнги      | 민윤기        | 09.03.1993    | Ведущий рэпер                                             |
| Джей-Хоуп             | 제이홉 (J-Hope)       | Чон Хосок     | 정호석        | 18.02.1994    | Главный танцор, саб-рэпер, саб-вокалист                   |
| Чимин                 | 지민 (Jimin)          | Пак Чимин     | 박지민        | 13.10.1995    | Главный танцор, ведущий вокалист                          |
| Ви                    | 뷔 (V)                | Ким Тхэхён    | 김태형        | 30.12.1995    | Главный танцор, саб-вокалист                              |
| Джонгук               | 정국 (Jungkook)       | Чон Джонгук   | 전정국        | 01.09.1997    | Главный вокалист, ведущий танцор, саб-рэпер, центр, маннэ |

## Фильмография
| Год  |   | Русское название                      | Оригинальное название     | Роль              |
| ---- | - | ------------------------------------- | ------------------------- | ----------------- |
| 2018 | ф | Зажги сцену: Кино                     | Burn the Stage: The Movie | В роли самих себя |
| 2019 | ф | BTS World Tour: Love Yourself в Сеуле | Love Yourself             | В роли самих себя |

## Награды и номинации
BTS имеют огромное влияние в социальных сетях, что позволило им дважды победить в категории «Лучший артист в социальных сетях» на Billboard Music Awards в 2017 и 2018 годах; они не только стали первыми корейскими артистами, кто победил на данной церемонии, но и первыми, кто побеждал два раза подряд. BTS также стали первой корейской группой, победившей в номинации «Любимый артист в социальных сетях» на American Music Awards в 2018 году.
В октябре 2018 года группа получила Орден «За заслуги в культуре» пятого класса от правительства Южной Кореи за свой вклад в распространение корейской культуры по всему миру.

### Комментарии
1. ↑  В именах Чина, Сюги и Джонгука встречаются варианты написания Джин, Шуга и Чонгук, но они не соответствуют системе Концевича.